# 哈卡斯自治州
哈卡斯自治州（俄语：Хакасская автономная область）是苏联俄罗斯苏维埃联邦社会主义共和国历史上的一个自治州，成立于1930年10月20日。1934年，成为克拉斯诺亚尔斯克边疆区的一部分。1991年7月3日，升格为哈卡斯苏维埃社会主义自治共和国。1992年1月29日，改名为哈卡斯共和国。